# Editorializzazione
L'editorializzazione è l'insieme delle pratiche di organizzazione e strutturazione dei contenuti sul web. Queste pratiche sono alla base dell'attuale produzione e circolazione del sapere.

## Storia
Il termine viene dal francese "éditorialisation" ed è utilizzato già nel 2007 da Bruno Bachimont che lo definisce come "il processo che consiste nello strutturare delle risorse per integrarle in una nuova pubblicazione".
Nel 2008 il termine è al centro della ricerca del Laboratorio sulle nuove forme di editorializzazione che contribuisce a precisare la definizione adattandola ai contenuti nati direttamente in formato digitale.

### Differenza rispetto al concetto di edizione
La differenza principale tra l'idea di edizione e quella di editorializzazione è che quest'ultima mette l'accento sui dispositivi tecnologici che determinano il contesto di un contenuto e la sua accessibilità. In questo modo l'editorializzazione è considerata come l'istanza che determina il significato stesso dei contenuti.

### Editorializzazione e autorialità
Secondo l'interpretazione di Marcello Vitali Rosati, l'editorializzazione avrebbe ormai sostituito il principio di autorialità. I dispositivi di editorializzazione determinano il significato e garantiscono la validità dei contenuti assumendo così le funzioni che erano tipicamente dell'autore.